# Zapasy na Igrzyskach Ameryki Środkowej i Karaibów 2018
Turniej w ramach Igrzysk w 2018 - Barranquilla  rozegrano od 29 lipca do 2 sierpnia w "Coliseo Chelo De Castro".

## Tabela medalowa
Gospodarz zawodów został zaznaczony kolorem.
| Poz.  | Państwo    |    |    |    | Łącznie |
| ----- | ---------- | -- | -- | -- | ------- |
| 1.    | Kuba       | 13 | 2  | 3  | 18      |
| 2.    | Wenezuela  | 3  | 5  | 6  | 14      |
| 3.    | Kolumbia   | 2  | 2  | 6  | 10      |
| 4.    | Meksyk     | 0  | 3  | 3  | 6       |
| 5.    | Portoryko  | 0  | 3  | 1  | 4       |
| 6.    | Dominikana | 0  | 2  | 5  | 7       |
| 7.    | Honduras   | 0  | 1  | 3  | 4       |
| Razem | Razem      | 18 | 18 | 27 | 63      |

## Wyniki

### W stylu klasycznym
| Kat. wagowa |                  |               |                                        |
| ----------- | ---------------- | ------------- | -------------------------------------- |
| 60 kg       | Luis Orta        | Emilio Pérez  | Anthony Palencia                       |
| 67 kg       | Ismael Borrero   | Manuel López  | Luis Alfredo de León Juan Carlos López |
| 77 kg       | Ariel Fis        | Luis Avendaño | Jaír Cuero Muñoz                       |
| 87 kg       | Daniel Gregorich | Yorgen Cova   | Carlos Muñoz                           |
| 97 kg       | Luillys Pérez    | Kevin Mejía   | José Arias Paredes Yasmany Lugo        |
| 130 kg      | Mijaín López     | Leo Santana   | Moisés Pérez Luis Román                |

### W stylu wolnym
| Kat. wagowa |                         |                  |                                  |
| ----------- | ----------------------- | ---------------- | -------------------------------- |
| 57 kg       | Reineri Andreu          | Juan Ramírez     | Pedro Mejías Óscar Tigreros      |
| 65 kg       | Alejandro Valdés        | Úber Cuero Muñoz | Álvaro Rudesindo Anthony Montero |
| 74 kg       | Franklin Marén Castillo | Franklin Gómez   | Néstor Tafur Luis Barrios        |
| 86 kg       | Yurieski Torreblanca    | Carlos Izquierdo | Pedro Ceballos Gino Ávila        |
| 97 kg       | Reineris Salas          | Charles Merrill  | Miguel Sánchez José Díaz         |
| 125 kg      | Yudenny Alpajón         | Luis Vívenes     | Marcos Santos                    |

### W stylu wolnym kobiet
| Kat. wagowa |                              |                    |                               |
| ----------- | ---------------------------- | ------------------ | ----------------------------- |
| 50 kg       | Carolina Castillo            | Mariana Díaz       | Yusneylis Guzmán Anny Ramírez |
| 53 kg       | Betzabeth Argüello           | Lilianet Duanes    | Rita Rojas                    |
| 57 kg       | Lienna de la Caridad Montero | Nesmarie Rodríguez | Yessica Oviedo                |
| 62 kg       | Nathaly Grimán               | Yaquelin Estornell | Jackeline Rentería            |
| 68 kg       | Yudaris Sánchez              | Soleymi Caraballo  | Saidy Chávez                  |
| 76 kg       | Andrea Olaya                 | María Acosta       | Mabelkis Capote               |

## Łącznie medale w latach: 1935-2018
| Poz.    | Państwo                              |     |     |     | Łącznie |
| 1       | Kuba                                 | 178 | 24  | 15  | 216     |
| 2       | Wenezuela                            | 36  | 73  | 76  | 185     |
| 3       | Meksyk                               | 35  | 60  | 50  | 145     |
| 4       | Kolumbia                             | 11  | 22  | 44  | 77      |
| 5       | Panama                               | 12  | 32  | 35  | 79      |
| 6       | Portoryko                            | 8   | 30  | 35  | 73      |
| 7       | Dominikana                           | 5   | 24  | 38  | 67      |
| 8       | Gwatemala                            | 1   | 10  | 15  | 26      |
| 9       | Honduras                             | 1   | 2   | 10  | 13      |
| 10      | Salwador                             | 0   | 5   | 15  | 20      |
| 11      | Nikaragua                            | 0   | 1   | 4   | 5       |
| 12      | Wyspy Dziewicze Stanów Zjednoczonych | 0   | 1   | 1   | 2       |
| 13      | Reunion                              | 0   | 0   | 1   | 1       |
| Łącznie | Łącznie                              | 287 | 284 | 339 | 910     |